# Gilles Sandoz
Pour les articles homonymes, voir Sandoz (homonymie).
Gilles Sandoz est un producteur de cinéma et de télévision français.

## Biographie
Après avoir passé sa jeunesse au Sénégal, Gilles Sandoz rentre en France et enseigne les mathématiques à Gennevilliers (Hauts-de-Seine). Il fréquente alors le Centre dramatique national de Gennevilliers, que dirige Bernard Sobel, et c'est par l'intermédiaire de ce dernier qu'il commence à produire des documentaires sur le théâtre,.
Le 30 juin 1986, il participe, aux côtés d'Annie Tresgot, d'Yvon Davis, d'Alain Guesnier, de Robert Guédiguian et de Maurice Prost, à la création du collectif de production Agat Films. Il le quitte en 2000, pour créer sa propre société, Maïa Films (qui doit déposer le bilan en 2007), puis en 2008 Maïa Cinéma (qui cesse son activité en 2015),.
Il est le père de l'actrice et metteuse en scène Maïa Sandoz.

## Filmographie (sélection)

### Cinéma
- 1991 : Dieu vomit les tièdes de Robert Guédiguian
- 1992 : Les Enfants du naufrageur de Jérôme Foulon
- 1991 : L'Homme imaginé de Patricia Bardon
- 1993 : Golem, le jardin pétrifié d'Amos Gitaï
- 1997 : Marius et Jeannette de Robert Guédiguian
- 1998 : À la place du cœur de Robert Guédiguian
- 1999 : Nadia et les Hippopotames de Dominique Cabrera
- 1999 : Vénus Beauté (Institut) de Tonie Marshall
- 2000 : À l'attaque ! de Robert Guédiguian
- 2000 : Les Marchands de sable de Pierre Salvadori
- 2000 : La ville est tranquille de Robert Guédiguian
- 2001 : Jeunesse dorée de Zaïda Ghorab-Volta
- 2001 : Roberto Succo de Cédric Kahn
- 2002 : Au plus près du paradis de Tonie Marshall
- 2002 : Être et avoir de Nicolas Philibert
- 2002 : Mimi de Claire Simon
- 2003 : Le Dernier des immobiles de Nicola Sornaga
- 2003 : France Boutique de Tonie Marshall
- 2004 : Wild Side de Sébastien Lifshitz
- 2005 : Les Amants réguliers de Philippe Garrel
- 2005 : J'ai vu tuer Ben Barka de Serge Le Péron
- 2006 : Ça brûle de Claire Simon
- 2006 : Lady Chatterley de Pascale Ferran
- 2007 : Retour en Normandie de Nicolas Philibert
- 2009 : Les Regrets de Cédric Kahn
- 2010 : L'Arbre et la Forêt d'Olivier Ducastel et Jacques Martineau
- 2010 : Les Nuits de Sister Welsh de Jean-Claude Janer
- 2011 : J'aime regarder les filles de Frédéric Louf
- 2011 : Sport de filles de Patricia Mazuy
- 2012 : Low Life de Nicolas Klotz et Elisabeth Perceval
- 2012 : Une vie meilleure de Cédric Kahn

## Distinctions

### Récompenses
- César du meilleur film
  - en 2000 pour Vénus Beauté (Institut)
  - en 2007 pour Lady Chatterley

### Nominations
- César du meilleur film
  - en 1998 pour Marius et Jeannette
  - en 2003 pour Être et avoir
- BAFTA 2004 : British Academy Film Award du meilleur film en langue étrangère pour Être et avoir